# 半葉趾蝎虎
半葉趾蝎虎（学名：Hemiphyllodactylus typus）,又名半葉趾虎、爪哇半葉趾虎。是壁虎科半葉趾虎屬的一種，分佈於南亞及印度洋諸島嶼。

## 描述
體長不超過8公分，體色多為褐色或灰褐色，尾部呈圓筒型。四肢第一趾短小萎縮，其餘四趾趾端明顯膨大。

## 習性
夜行性，以昆蟲和其他小型無脊椎動物為食。尾部極容易自割。每次產下卵殼緊密相連的兩顆卵。此種主要以孤雌生殖繁殖。

## 棲地
主要棲息於低海拔近海岸樹林，常在林投及椰子等海岸植物上發現。

## 分佈
印度（謝瓦羅伊丘陵、阿奈馬萊、尼爾吉里丘陵）、尼科巴群島、斯里蘭卡，
中南半島、越南、Chapa / Tongking、泰國、馬來西亞、新加坡，
大洋洲、緬甸、菲律賓（Panay）、印度尼西亞（婆羅洲、蘇門答臘、爪哇、巴厘島、松巴哇、科莫多），
中國、台灣、新幾內亞、新喀裡多尼亞、洛亞爾提群島、湯加、馬克薩斯群島、社會群島、皮特凱恩群島、所羅門群島、斐濟群島（Vanua Levu，Viti Levu），
毛里求斯、留尼旺、羅德里格斯（fide F. Glaw，pers.comm。），
琉球群島（日本）、西表島、夏威夷則為人為引進。
台灣主要分佈在高雄、屏東、台東以及蘭嶼、綠島等地，數量稀少。

## 保护
本种于2023年被收录入《有重要生态、科学、社会价值的陆生野生动物名录》。